# Eva Cassidy
Eva Marie Cassidy (2. februar 1963- 2. november 1996) var en amerikansk sanger og guitarist, der var kendt for sine fortolkninger af jazz og blues med en kraftig følelsesbetonet sopranstemme. Hun udgav sit første album i 1992, The Other Side, der bestod af en række duetter med go-gomusikeren Chuck Brown, der blev fulgt op i 1996 med live solo-albummet Live at Blues Alley. Selvom hun blev æret af Washington Area Music Association, så var hun stort set ukendt uden for sin hjemby Washington D.C.. Hun døde af modermærkekræft i efteråret 1996 i en alder af 33 år.
To år efter hendes død blev hendes musik bragt til det britiske publikum, hvor hendes versioner af "Fields of Gold" og "Over the Rainbow" blev spillet af Mike Harding og Terry Wogan på BBC Radio 2. Efter en overvældende respons blev en optagelse af "Over the Rainbow", der var filmet på Blues Alley i Washington af hendes ven Bryan McCulley, vist på BBC Twos Top of the Pops 2. Kort efter blev der udgivet et opsamlingsalbum med titlen Songbird, og det nåede toppen af UK Albums Chart næsten tre år efter det oprindeligt var blevet udgivet. Hitlistesuccesen i Storbritannien og Irland øgede også hendes anerkendelse på verdensplan. Der er blevet udgivet flere posthume albums, inklusive tre albums og seks singler der er nået førstepladsen i Storbritannien, og de har solgt mere end 10 millioner eksemplarer. Hendes musik har også nået ind i top 10 på hitlisterne i Australien, Tyskland, Norge, Sverige og Schweiz.

## Diskografi
- The Other Side (medChuck Brown) (1992)
- Live at Blues Alley (1996)
- Eva by Heart (1997)
- Songbird (opsamlingsalbum, 1998; gendugivet i 2018 som Songbird 20, remastered med 4 ekstra numre)
- Time After Time (2000)
- No Boundaries (2000)
- Imagine (2002)
- American Tune (2003)
- Wonderful World (compilation, 2004)
- Eva Cassidy Sings (DVD, 2004)
- Somewhere (2008)
- Simply Eva (2011)
- The Best of Eva Cassidy (opsamlingsalbum, 2012)
- Nightbird (2015)